# ガスペリーナ
ガスペリーナ（イタリア語: Gasperina）は、イタリア共和国カラブリア州カタンザーロ県にある、人口約2,200人の基礎自治体（コムーネ）。

## 地理

### 位置・広がり

#### 隣接コムーネ
隣接するコムーネは以下の通り。
- モンタウロ
- モンテパオーネ
- パレルミーティ

## 行政

### 分離集落
ガスペリーナには、以下の分離集落（フラツィオーネ）がある。
- Aurunci, Melitì, Montagnola, Pilinga, Zilleria